# Resident Evil 7: Biohazard
Resident Evil 7: Biohazard là một trò chơi kinh dị sinh tồn năm 2017 được phát triển và phát hành bởi Capcom. Là phần chính trong series Resident Evil, Resident Evil 7 khác với Resident Evil 5 và Resident Evil 6 khi hai phiên bản này theo định hướng hành động nhiều hơn, phần 7 quay trở lại nguồn gốc kinh dị sinh tồn làm nên thương hiệu của cả series, nhấn mạnh vào sự khám phá và giải đố. Người chơi sẽ điều khiển Ethan Winters khi anh tìm kiếm người vợ đã mất tích từ lâu của mình trong một đồn điền vô chủ bị chiếm đóng bởi một gia đình bị nhiễm bệnh, giải các câu đố và chiến đấu với kẻ thù. Đây là phiên bản đầu tiên trong series chính sử dụng góc nhìn thứ nhất.
Resident Evil 7 là trò chơi đầu tiên sử dụng công nghệ đồ họa cây nhà lá vườn của Capcom là RE Engine. Quá trình phát triển được dẫn dắt bởi Koshi Nakanishi, giám đốc của trò chơi ra mắt trên Nintendo 3DS năm 2012 là Resident Evil: Revelations. Một năm trước khi được công bố tại E3 2016, nó đã được giới thiệu dưới dạng một bản demo thực tế ảo có tên là Kitchen. Nhóm nghiên cứu lấy cảm hứng từ bộ phim The Evil Dead năm 1981, bối cảnh chỉ xoay quanh một địa điểm và sử dụng góc nhìn thứ nhất để thu hút người chơi. Hai câu chuyện nội dung tải về đã được phát hành, Not a Hero và End of Zoe.
Resident Evil 7 được phát hành vào tháng 1 năm 2017 cho Microsoft Windows, PlayStation 4, Xbox One vào tháng 5 năm 2018 cho Nintendo Switch tại Nhật Bản. Nó cũng hỗ trợ PlayStation VR. Trò chơi được coi là một sự trở lại để tái định nghĩa lại thể loại ban đầu của series; các nhà phê bình ca ngợi lối chơi, sự đổi mới và cách sử dụng thực tế ảo, nhưng các trận đấu trùm và chương cuối lại nhận được sự đón nhận phân cực hơn. Tính đến tháng 3 năm 2021, trò chơi đã bán được 9 triệu bản trên toàn thế giới và là tựa game bán chạy nhất trong toàn bộ series Resident Evil. Nó đã được đề cử cho một số giải thưởng cuối năm. Phần tiếp theo, Resident Evil 8 Village, được phát hành vào ngày 7 tháng 5 năm 2021.

## Lối chơi

Ảnh chụp phần chơi trong game

Người chơi sẽ điều khiển Ethan Winters từ góc nhìn thứ nhất khi anh ta tìm kiếm người vợ đã mất tích của mình trong một căn nhà vô chủ. Mặc dù Ethan là một dân thường với ít kỹ năng chiến đấu, nhưng anh ta có thể trang bị cho mình nhiều loại vũ khí bao gồm súng ngắn, shotgun, súng phun lửa, chất nổ và cưa máy chống lại kẻ thù trong dinh thự, gia đình Baker, cũng như các sinh vật nấm hình người được gọi là " Molded ". Anh có thể chặn các đòn tấn công để giảm thiệt hại. Các phân đoạn khác nhau của trò chơi sẽ bị truy đuổi bởi các thành viên khác nhau của gia đình Baker, nếu tham gia chiến đấu thì chỉ có thể làm chúng tạm thời mất khả năng chiến đấu. Tuy nhiên, những cuộc chạm trán này có thể tránh được bằng cách lén lút, hoặc bỏ chạy.
Không giống như Resident Evil 5 và Resident Evil 6, lối chơi nhấn mạnh vào kinh dị và khám phá hơn là hành động. Kho đồ của người chơi sẽ có sức chứa ban đầu là 12 ô, vật phẩm có thể xoay hoặc di chuyển để sắp xếp kho đồ và kho đồ cũng có thể được mở rộng thêm nhiều lần trong suốt trò chơi. Một vật phẩm có thể chiếm tối đa hai ô và bốn vật phẩm có thể được gán cho D-pad để dùng nhanh. Các hộp vật phẩm được tìm thấy trong phòng lưu có thể được sử dụng để quản lý và lưu trữ các vật phẩm và có thể được lấy từ các hộp vật phẩm khác nhau để sử dụng sau này. Các vật phẩm trong kho đồ có thể được sử dụng, kiểm tra hoặc kết hợp với các vật phẩm khác để tăng tính hữu dụng của chúng. Nhiều câu đố của trò chơi yêu cầu các vật phẩm phải được kiểm tra trong những điều kiện nhất định để tiết lộ bí mật. Máy ghi băng có thể được sử dụng để lưu tiến trình của trò chơi theo cách thủ công, tùy thuộc vào mức độ khó nhất định, có thể yêu cầu sử dụng băng cát-xét. Các băng video nằm rải rác để Ethan tìm, đặt người chơi vào góc nhìn của một nhân vật khác, thường tiết lộ thông tin cốt truyện hoặc manh mối cần thiết để giải một câu đố. Phiên bản PlayStation 4 có thể chơi được trong thực tế ảo bằng tai nghe PlayStation VR.

## Cốt truyện
Vào tháng 7 năm 2017, Ethan Winters bị thu hút đến một đồn điền vô chủ ở Dulvey, Louisiana, bởi một tin nhắn từ vợ anh, Mia, người được cho là đã chết kể từ khi mất tích vào năm 2014. Anh thấy Mia bị giam trong tầng hầm của một ngôi nhà vô chủ, và giải thoát cho cô ấy. Cô cố gắng dẫn họ ra ngoài, nhưng đột nhiên trở nên bạo lực và tấn công anh, buộc anh phải giết cô. Sau khi nhận được cuộc gọi từ một người phụ nữ tên Zoe đề nghị hỗ trợ, Ethan bị tấn công bởi Mia được hồi sinh không rõ nguyên do, người đã cắt đứt bàn tay trái của anh bằng cưa máy. Ethan giết Mia một lần nữa để tự vệ, trước khi Jack, gia trưởng của gia đình Baker, xuất hiện và bắt giữ Ethan. Sau khi Zoe gắn lại tay cho mình, Ethan bị Jack, vợ Marguerite, và con trai Lucas của họ giam giữ, cùng với một người phụ nữ lớn tuổi có vẻ bị dị ứng trên xe lăn. Ethan trốn thoát, nhưng bị Jack truy đuổi khắp nhà, kẻ liên tục tấn công anh và thể hiện khả năng phục hồi mạnh mẽ. Trong tầng hầm, Ethan phát hiện ra những sinh vật đột biến, phủ đầy bùn được gọi là Molded. Zoe tiết lộ rằng cô ấy là con gái của Jack, cả gia đình và Mia đều bị nhiễm bệnh, nhưng có thể được chữa khỏi bằng một loại huyết thanh đặc biệt.
Ethan tìm đường đến một ngôi nhà cổ để lấy các thành phần huyết thanh, giết Marguerite, và có hình ảnh của một cô gái trẻ. Lucas bắt Zoe và Mia và buộc Ethan phải điều hướng tới một nhà kho bị mắc kẹt để tìm họ. Anh đuổi Lucas đi và giải thoát cho Zoe và Mia. Zoe phát triển hai liều huyết thanh, nhưng họ bị Jack tấn công, giờ đã bị đột biến nặng; Ethan giết hắn ta bằng cách sử dụng một trong những huyết thanh. Ethan, với tư cách là người chơi, phải lựa chọn chữa khỏi cho Mia hoặc Zoe:
Nếu Ethan chọn Zoe, Mia rất đau lòng, bất chấp lời hứa của Ethan sẽ gửi sự giúp đỡ. Khi anh và Zoe chạy trốn trên một chiếc thuyền, Zoe tiết lộ rằng Bakers đã bị nhiễm bệnh sau khi Mia đến với một cô gái trẻ tên là Eveline khi xác một con tàu chở dầu dạt vào bờ biển. Eveline ngăn chặn cuộc chạy trốn của họ bằng cách nung Zoe, giết chết cô ấy, và Ethan bị hất văng khỏi thuyền bởi một sinh vật.
Nếu Ethan chọn Mia, đó là con đường thông thường, Zoe sẽ cay đắng chia tay anh và Mia. Khi anh và Mia chạy trốn trên một chiếc thuyền, họ bắt gặp chiếc tàu chở dầu bị rơi, nơi họ bị sinh vật này tấn công và hất văng khỏi thuyền.
Trong cả hai trường hợp, Mia thức dậy bên cạnh con tàu bị đắm và tìm kiếm Ethan trong khi trải qua những hình ảnh của Eveline, người coi Mia là mẹ của cô. Cuối cùng, trí nhớ của Mia được khôi phục, tiết lộ rằng cô là đặc vụ bí mật cho một tập đoàn đã phát triển Eveline như một vũ khí sinh học, có tên mã là E-001. Mia và đặc vụ Alan Droney phải hộ tống Eveline khi cô được vận chuyển trên tàu chở dầu; Eveline thoát khỏi sự ngăn cản, giết Alan và đánh chìm con tàu. Cô đã lây nhiễm bệnh cho Mia trong nỗ lực để buộc cô ấy trở thành mẹ của mình. Mia tìm Ethan và đưa cho anh một lọ vật liệu di truyền của Eveline.
Nếu Ethan chữa khỏi cho Mia, cô ấy sẽ chống lại sự kiểm soát của Eveline đủ lâu để niêm phong Ethan ra khỏi tàu; nếu anh chữa khỏi cho Zoe, Mia không chịu nổi sự kiểm soát của Eveline và tấn công Ethan, buộc anh phải giết cô. Ethan phát hiện ra một phòng thí nghiệm ẩn bên trong một mỏ muối bỏ hoang. Anh biết rằng Eveline là một vũ khí hữu cơ sinh học có khả năng lây nhiễm cho con người một loại nấm hướng thần giúp cô kiểm soát tâm trí nạn nhân, dẫn đến mất trí, đột biến và khả năng tái sinh siêu phàm. Eveline lớn lên bị ám ảnh bởi việc có một gia đình, khiến cô lây nhiễm bệnh cho Mia, nhà Baker và dụ Ethan. Lucas đã được miễn dịch chống lại sự kiểm soát của Eveline bởi những người sáng tạo của cô ấy, The Connections, để đổi lấy việc cung cấp các thông tin quan sát về cô ấy.
Sử dụng thiết bị phòng thí nghiệm và vật liệu di truyền của Eveline, Ethan tổng hợp một loại độc tố để giết cô, và đi qua các đường hầm dẫn trở lại nhà Baker. Anh vượt qua ảo giác của Eveline, và tiêm độc tố cho Eveline. Cô trở lại hình dạng khác của mình, một người phụ nữ lớn tuổi ngồi trên xe lăn; Eveline đã già đi nhanh chóng kể từ khi trốn thoát. Eveline đột biến thành một con quái vật lớn và Ethan được hỗ trợ bởi sự xuất hiện của một đội quân do Chris Redfield chỉ huy, Ethan đã giết cô bằng một khẩu súng lục chống vũ khí sinh học. Về mặt lý thuyết, Chris đưa Ethan và Mia lên một chiếc trực thăng có nhãn hiệu của Umbrella Corporation màu xanh dương chứ không phải màu đỏ như bình thường.

### Not a Hero
Đặc vụ BSAA Chris Redfield hợp tác với Tập đoàn Umbrella hiện đã được cải tổ, còn được gọi là Blue Umbrella, để bắt giữ Lucas Baker và tìm ra bằng chứng về nhóm bí ẩn đã tạo ra Eveline, được gọi là "The Connections". Sau khi giải cứu Ethan Winters và đưa anh ta đi trên một chiếc trực thăng, Chris tiến vào phòng thí nghiệm của Lucas trong mỏ muối, nơi anh ta vô tình đụng phải một trong những cái bẫy của Lucas và có một quả bom gắn vào cổ tay trái của anh ta. Không nản lòng, Chris tiếp tục theo đuổi. Anh cố gắng giải cứu một số binh lính Umbrella bị bắt, nhưng họ bị giết bởi bẫy của Lucas. Cuối cùng, Lucas kích hoạt bộ đếm thời gian trên quả bom của Chris. Chris buộc phải đóng băng quả bom trong nitơ lỏng, vô hiệu hóa nó đủ lâu để anh gỡ nó ra.
Khi quả bom được gỡ bỏ, Chris chiến đấu với Molded và bẫy của Lucas. Sau đó, anh ta tìm đường vào phòng nghiên cứu Kết nối bí mật, nơi Lucas đã giết tất cả các nhà nghiên cứu của Kết nối và lên kế hoạch phản bội tổ chức. Chris xoay sở để ép góc và bắn Lucas, điều này gây ra đột biến trong cơ thể hắn ta. Chris chiến đấu và cuối cùng giết chết Lucas bị đột biến, và ngăn hắn chuyển tất cả dữ liệu của mình về Eveline cho một nhóm không xác định. Khi nhiệm vụ của mình đã hoàn thành và sự lây nhiễm của Eveline đã được kiểm soát, Chris quay trở lại trại căn cứ Umbrella để nhận một cuộc gọi khẩn cấp.

### End of Zoe
Theo hướng cốt truyện trong trò chơi chính khi mà Ethan chữa khỏi cho Mia thay vì Zoe, Zoe đi lạc vào đầm lầy và dường như bị giết bởi Eveline; tuy nhiên, một cặp binh lính của Umbrella đã tìm thấy xác của cô và phát hiện ra cô vẫn còn sống. Họ bị phục kích bởi Joe Baker, chú của Zoe, người sống trong đầm lầy Dulvey và không bị ảnh hưởng bởi Eveline. Joe ban đầu tin rằng Umbrella phải chịu trách nhiệm về tình trạng của Zoe, nhưng một người lính Umbrella còn sống sót nói rằng họ có cách chữa trị cho Zoe được cất giữ trong một cái lều gần đó. Joe đi đến lều, tìm cách chữa trị một phần và quay lại tìm người lính Umbrella bị giết bởi Molded.
Joe ban đầu chạy trốn cùng Zoe trên một chiếc thuyền để tìm căn cứ Umbrella nhưng sau đó buộc phải đi bộ tìm kiếm căn cứ. Một Molded mạnh mẽ và dường như không thể xâm phạm được gọi là "Swamp Man" theo đuổi họ trên đường đi. Joe và Zoe tìm thấy căn cứ Umbrella bị bỏ hoang. Họ biết rằng thuốc chữa đã được chuyển đến một chiếc thuyền có mái chèo gần đó. Joe lên thuyền và sau khi chạm trán với Swamp Man một lần nữa, khám phá ra toàn bộ liều thuốc chữa bệnh. Swamp Man bắt Zoe trước khi Joe có thể điều trị. Joe rượt đuổi sinh vật đó và tìm thấy Zoe trong một nhà thờ bỏ hoang. Bên trong, Joe bị phục kích bởi Swamp Man, người được tiết lộ là Jack Baker bị đột biến nặng. Jack đánh Joe bất tỉnh và ném anh ta xuống vùng nước đầm lầy cho đến chết.
Joe tắm rửa gần dinh thự Baker và thấy mình đang ở giữa trận chiến giữa lực lượng Molded và Umbrella. Anh ta lấy lại một chiếc găng tay sức mạnh của Umbrella và đi vào dinh thự, nơi anh ta giết Jack thành công và chữa trị cho Zoe ngay khi quân tiếp viện của Umbrella đến, bao gồm cả Chris Redfield. Chris đảm bảo với Joe và Zoe rằng họ ở đó để giúp đỡ, và Zoe đã hoàn toàn chữa khỏi bệnh nhiễm trùng của cô ấy. Sau đó, cô nhận được một cuộc điện thoại từ Ethan, và cảm ơn anh vì đã giữ lời hứa gửi sự giúp đỡ cho cô.

## Phát triển
Sau khi phát hành Resident Evil 6, Capcom đã tiến hành các cuộc thảo luận nội bộ về hướng đi của phần tiếp theo. Phiên bản đầu tiên của trò chơi, được phát triển vào năm 2013, có lối chơi thiên về hành động, tương tự như Resident Evil 6. Lấy cảm hứng từ bộ phim The Evil Dead năm 1981, các nhà phát triển quyết định thu nhỏ trò chơi về một địa điểm và sử dụng góc nhìn thứ nhất để khiến người chơi đắm chìm và đưa series về nguồn gốc kinh dị sinh tồn. Bắt đầu phát triển vào khoảng tháng 2 năm 2014. Trò chơi được xây dựng trên một công cụ trò chơi tùy chỉnh, được đặt tên là RE Engine, bao gồm các công cụ phát triển thực tế ảo (VR). Quyết định tạo trò chơi ở góc nhìn thứ nhất đã được đưa ra trước khi VR được xem xét; quá trình phát triển VR bắt đầu vào tháng 10 năm 2015, trong đó một nhóm riêng biệt đã được thành lập. Sự ra đời của VR yêu cầu các kết cấu phải chi tiết hơn, loại bỏ các kết cấu phẳng và kích thước vật thể không chính xác đã được sử dụng trước đó.
Một năm trước khi công bố trò chơi, Capcom đã giới thiệu cho những người tham dự E3 2015 bản demo VR theo chủ đề kinh dị góc nhìn thứ nhất, KI7CHEN, chạy trên cùng một công nghệ đồ họa. Trong khi Resident Evil 7 đã được phát triển từ lâu trước đó, KI7CHEN được coi là cơ hội để đánh giá xem RE Engine và các khả năng VR sẽ được tiếp nhận như thế nào. Như một gợi ý về mối quan hệ của bản demo với Resident Evil 7, logo của KI7CHEN có chữ "T" được thiết kế giống với chữ "7", nhưng nó hầu như không được chú ý. Trong Báo cáo tích hợp năm 2015 của công ty, bộ phận phát triển Resident Evil của Capcom được tuyên bố tập trung vào việc tạo ra trải nghiệm cho thị trường VR, bao gồm công nghệ VR mới và trò chơi cho máy trò chơi thế hệ thứ tám.
Trò chơi được chỉ đạo bởi Koshi Nakanishi, người trước đây đã chỉ đạo Resident Evil: Revelations, dẫn đầu một nhóm phát triển với số lượng khoảng 120 nhân viên. Lần đầu tiên trong series, nhà thiết kế tường thuật là một người phương Tây - Richard Pearsey, tác giả của hai gói mở rộng của F.E.A.R. và một trong những nhà thiết kế tường thuật của Spec Ops: The Line. Vào thời điểm trò chơi được tiết lộ, quá trình phát triển đã hoàn thành khoảng 65%. Một số mô hình sinh vật trong Resident Evil 7 lần đầu tiên được tạo ra ở dạng vật chất - một số trong số chúng từ thịt thật - bởi các nghệ sĩ trang điểm, sau đó được quét thông qua việc sử dụng phép đo quang học. Công nghệ này đã phát triển hơn một nửa nội dung chung của trò chơi, nhưng đặt ra một vấn đề trong việc nghiên cứu bối cảnh của Louisiana vì nhu cầu thiết bị đáng kể của nó khiến nó không thể vận chuyển được, điều này buộc Capcom phải lập mô hình bằng tay. Bản nhạc của trò chơi được soạn bởi nhà soạn nhạc chính của Capcom là Akiyuki Morimoto, Miwako Chinone và Satoshi Hori, với sự đóng góp bổ sung của Cris Velasco và Brian D'Oliveira. Bài hát chủ đề của trò chơi, là phiên bản được sắp xếp lại từ bài hát dân gian truyền thống của Mỹ "Go Tell Aunt Rhody", được viết bởi Michael A. Levine và được trình diễn bởi Jordan Reyne. Con gái riêng của Levine, Mariana Barreto là lựa chọn ban đầu, nhưng cuối cùng lại đảm nhận giọng hát nền. Bài hát đã trải qua khoảng 20 phiên bản cho đến khi hoàn thành. Một bản nhạc nền đã được phát hành dưới dạng kỹ thuật số bởi Sumthing Else Music Works cùng với trò chơi vào ngày 24 tháng 1.

## Phát hành và tiếp thị
Vào tháng 10 năm 2016, Capcom đã tung ra một loạt video gồm 10 phần có tên The World of Resident Evil 7, giới thiệu những nội dung của trò chơi. Tính năng lưu chéo giữa Microsoft Windows và Xbox One đã được xác nhận vào tháng 11 năm 2016. Nếu được mua trên PC thông qua Windows Store hoặc trên Xbox One kỹ thuật số, trò chơi có thể chơi được trên cả hai nền tảng thông qua chương trình Xbox Play Anywhere, khiến nó trở thành trò chơi đầu tiên do bên thứ ba phát hành và trở thành một phần của chương trình.
Nhóm tiếp thị nội bộ tại Capcom đã hợp tác với công ty sáng tạo iam8bit để sản xuất một phòng thoát hiểm có tên Resident Evil Escape Room Experience, trong đó nhóm sáu người được hướng dẫn qua một loạt phòng bởi các nhân viên của Umbrella Corporation. Nó được tổ chức tại một phòng trưng bày ở Echo Park, Los Angeles. Tại London, một sự kiện tương tự đã được tổ chức đồng thời với việc phát hành.
Mua phiên bản Collector's Edition độc quyền của GameStop bao gồm một mô hình 8 inch của dinh thự Baker, khi mở ra có chức năng như một hộp nhạc phát bản trình diễn chủ đề chính của "Go Tell Aunt Rhody", một ổ đĩa flash USB 4 gigabyte hình ngón tay hình nộm được chứa trong hộp băng VHS, Hộp SteelBook chứa trò chơi, bản in thạch bản của gia đình Baker và một ghi chú. Phiên bản ở Anh đã thêm Survival Pack: Action Set DLC, một cuốn sách nghệ thuật kỷ niệm 20 năm và một bản sao bảy inch của dinh thự, nhưng không có hộp nhạc. Các đơn đặt hàng trước của Hoa Kỳ trên PlayStation 4 và Xbox One đi kèm với một mã để tải xuống miễn phí bộ phim Resident Evil: Retribution. Một ngọn nến 4D với hương thơm của Baker House Mansion được tạo ra để nâng cao trải nghiệm thực tế ảo. Phiên bản Vàng, được phát hành vào ngày 12 tháng 12 năm 2017, bao gồm nội dung có thể tải xuống (DLC) đã phát hành trước đó cũng như End of Zoe DLC.
Resident Evil 7: Biohazard đã được phát hành cho Microsoft Windows, PlayStation 4 và Xbox One ở Bắc Mỹ, Châu Âu, Úc và New Zealand vào ngày 24 tháng 1 năm 2017 và ở Nhật Bản vào ngày 26 tháng 1. Trong 12 tháng đầu tiên phát hành, phiên bản thực tế ảo độc quyền cho PlayStation VR. Tổng cộng hơn 4.700.000 người chơi trên toàn thế giới, hơn 750.000 trong số họ là người dùng VR. Phiên bản PC đã được bảo vệ bởi phần mềm chống vi phạm bản quyền Denuvo, phần mềm này đã bị tấn công trong vòng năm ngày sau khi phát hành. Một phiên bản đám mây cho Nintendo Switch, có tên Biohazard 7: Resident Evil Cloud Version, được phát hành tại Nhật Bản vào ngày 24 tháng 5 năm 2018. Người chơi có thể truy cập miễn phí 15 phút đầu tiên của trò chơi và tiếp tục chơi sau đó bằng cách mua vé cho phép chơi không giới hạn trong 180 ngày. Trò chơi cũng được phát hành dưới dạng khởi chạy quyền truy cập sớm trên Amazon Luna vào tháng 10 năm 2020 và trên Google Stadia vào tháng 4 năm 2021.

### Phần chơi giới thiệu
Ngay sau khi trò chơi được tiết lộ, một phần chơi giới thiệu có thể chơi được có tên Resident Evil 7 Teaser: Beginning Hour đã được phát hành trên PlayStation Store. Bản demo diễn ra trong một ngôi nhà đổ nát, mà nhân vật nam giấu tên cần phải trốn thoát. Tùy thuộc vào hành động của người chơi, đoạn giới thiệu có thể có ba kết quả khác nhau. Capcom sau đó đã tiết lộ rằng đoạn giới thiệu là một trải nghiệm độc lập và không phải là một phân đoạn của trò chơi, có nhiều môi trường đa dạng hơn và các cơ chế bổ sung, chẳng hạn như chiến đấu. Đến tháng 7 năm 2016, bản demo đã có hơn 2 triệu lượt tải xuống. Bản cập nhật có tên "Phiên bản Chạng vạng" đã được phát hành vào ngày 15 tháng 9 năm 2016 và cấp quyền truy cập vào các phòng và vật phẩm mới để tìm kiếm. Cùng với phiên bản mới, Capcom đã tung ra một đoạn trailer cho trò chơi. Một bản cập nhật khác được gọi là "Phiên bản Nửa đêm" đã được phát hành vào ngày 3 tháng 12, mở khóa thêm vài khu vực của ngôi nhà, cùng với một số vật phẩm mới để tìm và một câu đố liên quan đến câu đố trong Phiên bản Chạng vạng. Bản demo được phát hành cho Xbox One vào ngày 9 tháng 12 và cho PC vào ngày 19 tháng 12.
Một bản demo có thể chơi được gọi là Lantern đã được cung cấp cho những người tham dự Gamescom 2016, như một phần của việc tiết lộ đoạn giới thiệu cốt truyện Resident Evil 7 đầu tiên. Nó sử dụng các cảnh quay được tìm thấy và câu chuyện ở góc nhìn thứ nhất vì nó kể câu chuyện của một phụ nữ trẻ tên là Mia đang trốn một bà già kích động cầm một chiếc đèn lồng. Bà già là Marguerite Baker, người lần đầu tiên được nhắc đến trong Beginning Hour.

### Nội dung tải về
Gói nội dung có thể tải về đầu tiên cho trò chơi, Banned Footage Vol. 1, được phát hành cho PlayStation 4 vào ngày 31 tháng 1 năm 2017. Banned Footage Vol. 1 bao gồm hai câu chuyện, được gọi là "Ác mộng" và "Phòng ngủ", và một chế độ chơi mới, "Ethan Must Die". Vào ngày 14 tháng 2, Banned Footage Vol. 2 đã được phát hành cho PlayStation 4, bao gồm hai câu chuyện bổ sung, được gọi là "21" và "Con gái", và một chế độ chơi mới, "Sinh nhật lần thứ 55 của Jack". Banned Footage Vol. 1 và Banned Footage Vol. 2 đã được phát hành cho Xbox One và PC vào ngày 21 tháng 2. Not a Hero - một chương truyện trong đó người chơi điều khiển nhân vật Chris Redfield, bị trì hoãn từ quý 2 năm 2017 sang ngày 12 tháng 12 năm 2017 và miễn phí, cùng với một DLC mới có tên End of Zoe, ra mắt cùng ngày. Trong khi End of Zoe được phát triển bởi Capcom, nhiệm vụ phát triển cho Not a Hero được đảm nhận bởi HexaDrive.

## Tiếp nhận

### Trước khi ra mắt
Do được trình bày ở góc nhìn thứ nhất, trò chơi đã được so sánh với trò chơi Silent Hill đã bị hủy bỏ của Konami và trò chơi P.T. bản giới thiệu. Capcom đã phản hồi điều này bằng cách chỉ ra rằng Resident Evil 7 đã được phát triển từ rất lâu trước khi P.T. được tiết lộ, và xóa tan mọi tin đồn về nhân viên của P.T. đã được thuê để làm việc trên trò chơi. Shacknews lưu ý rằng Beginning Hour có một số điểm tương đồng với Sweet Home (1989), trò chơi kinh dị của Capcom đã truyền cảm hứng cho Resident Evil (1996) gốc. Những điểm tương đồng với Sweet Home bao gồm cốt truyện của một đoàn làm phim đi đến một ngôi nhà bỏ hoang, sự hiện diện của một phụ nữ huyền bí trong ngôi nhà và một câu chuyện bi thảm liên quan đến một gia đình từng sống ở đó. Eurogamer nhận thấy yếu tố kinh dị sinh tồn trong Lantern gợi nhớ đến Alien: Isolation. Resident Evil 7 được đón nhận nồng nhiệt vì sự khác biệt so với người tiền nhiệm phân cực của nó, đặc biệt là sự thay đổi từ chiến đấu và hiệu ứng theo định hướng hành động sang một cách tiếp cận kinh dị hơn.

### Thời điểm ra mắt
Trò chơi nhận được đánh giá chung tích cực theo Metacritic.
Zack Furniss của Destructoid cảm thấy rằng thành tựu chính của Resident Evil 7 liên quan đến nhịp độ của nó, vốn được ca ngợi là "tuyệt vời". Những e ngại của Furniss về cách câu chuyện sẽ diễn ra đã không còn, cho rằng kết quả là một sự pha trộn tương tự như kinh dị và hài kịch trong các bộ phim The Evil Dead. Anh tìm thấy cảm giác trận chiến cuối cùng và ca ngợi trò chơi vì đã tạo ra sự căng thẳng lâu dài. Tuy nhiên, điều gây ảnh hưởng nhiều hơn là ưu tiên của thể loại kinh dị sinh tồn, với việc quản lý các nguồn lực hạn chế đã đáp ứng tích cực. Furniss coi các trận đánh trùm là "khó chịu" và hoan nghênh tính siêu thực nhất quán của trò chơi. Phần chơi của anh ấy với PlayStation VR đã tạo nên sự bất an, những pha sợ hãi không thể đoán trước và cuối cùng là một trải nghiệm "trực quan". Ray Carsillo của EGMNow ủng hộ bầu không khí trò chơi liên tục gây cảm giác lo lắng, điều này một phần do ảnh hưởng bởi nội thất của bối cảnh chính của trò chơi. Thiết kế âm thanh cũng được cho là để bổ sung cảm giác sợ hãi này, tăng mức độ sợ hãi của người chơi. Ông lưu ý rằng việc xây dựng câu chuyện chậm là thành tích đáng kể nhất của trò chơi và so sánh hiệu quả của nó với hiệu quả của các trò chơi trước đó trong series. Giống như Furniss, Carsillo bày tỏ sự đánh giá cao đối với nhịp độ và cho rằng nó mang lại sự hấp dẫn đáng kể, có thể đáp ứng nhu cầu chơi dài. Chơi với kính thực tế ảo "thậm chí còn đáng sợ hơn so với chơi bình thường", theo Carsillo, lặp lại quan điểm của Furniss rằng nó khiến trò chơi trở nên nhập vai hơn. Viết cho Game Informer, Andrew Reiner khen ngợi bầu không khí "căng thẳng, đáng lo ngại, quá đẫm máu" đã đủ sức giới thiệu về Resident Evil 7. Ngôi nhà của Baker và bản chất của việc khám phá nó đã tạo ra sự quan tâm đáng kể cho anh ta, vì cùng nhau, chúng sẽ giới thiệu những khía cạnh mới liên quan đến người cư ngụ và được nâng cao bởi góc nhìn thứ nhất. Scott Butterworth tại GameSpot rất thích câu chuyện tổng thể, đánh giá những khoảnh khắc đáng nhớ của nó và tính nhất quán theo chủ đề của bài viết. Anh ấy rất ấn tượng với sự phụ thuộc của bầu không khí thay vì sợ hãi khi bị hù để nâng cao cảm giác nguy hiểm. Sử dụng gia đình Baker để đa dạng cho kết thúc trò chơi được khen ngợi như một phần mở rộng hợp lý của thế giới đã được thiết lập; các băng VHS tương tác đã được phê duyệt vì lý do tương tự, được cho là phục vụ "như một thiết bị tường thuật và là một cách để chia tay nhiệm vụ mệt mỏi của Ethan". Trên PlayStation VR, Butterworth đã đề cập rằng, trong quá trình làm việc của mình, yếu tố kinh dị xuất hiện thực tế hơn.
Leon Hurley, viết cho GamesRadar +, có ý kiến rằng, mặc dù "máu me" ít hiệu quả, một số khoảnh khắc yêu thích nhất của anh ấy liên quan đến việc điều tra ngôi nhà Baker "được thiết kế đẹp". Đối với VR, nó được mệnh danh là một trải nghiệm đáng sợ "nơi bầu không khí ẩm mốc xâm nhập vào tâm hồn bạn". Dan Ryckert của Giant Bomb gọi Resident Evil 7 là sự hồi sinh của các thành phần trước đó trong series đồng thời mang lại một cái nhìn mới mẻ với một câu chuyện không có gì sánh bằng. Các nhân vật phản diện chính khó nhai là nguyên nhân khiến Ryckert lo lắng, và sau đó là cảm giác hồi hộp khi được nhắc nhở chạy trốn khỏi họ. Anh ấy xem góc nhìn thứ nhất là "táo bạo" và quy cho PlayStation VR, một sự bổ sung nghiêm túc cho "yếu tố sợ hãi". Chloi Rad của IGN tán thành giai điệu tràn ngập của sự thú vị trong trò chơi, hoàn toàn là do đồn điền, mà cô ấy nghĩ là "một trong những bối cảnh đơn lẻ đáng sợ nhất kể từ Biệt thự Spencer". Ngoài ra, cô nhận thấy rằng thế giới trò chơi mang lại một cảm giác mạnh mẽ về địa điểm với sự khám phá không ngừng. Đối với cô ấy, gia đình Baker là nhân vật hấp dẫn nhất trong số các nhân vật sự căng thẳng khi có mặt họ. Andy Kelly tại PC Gamer đã bắt đầu bài đánh giá của mình, viết, "Đó là sự trở lại với bầu không khí kinh dị chậm rãi của bản gốc". Anh không đồng ý với đánh giá của Ryckert rằng góc nhìn thứ nhất là một sự tái tạo táo bạo, thay vào đó ca ngợi nó là "Resident Evil kinh điển xuyên suốt". Kelly coi tình trạng dễ bị tổn thương thường xuyên mà anh ta phải đối mặt trong trò chơi là một trong những điểm mạnh nhất của trò chơi, ghi công cho hình ảnh và âm thanh để tăng thêm "cảm giác sợ hãi ầm ầm". Anh coi những đoạn hồi tưởng qua băng VHS là một trong những tính năng yêu thích của anh. Philip Kollar của Polygon hoan nghênh sự trở lại của Resident Evil 7, tuyên bố rằng "không có game Resident Evil nào kể từ phần đầu tiên đã làm tốt như RE7 trong việc khiến tôi cảm thấy sợ hãi và bất lực".
Ngược lại, Furniss nhận thấy trận đấu trùm cuối và kết thúc thật đáng thất vọng. Ông trích dẫn các vấn đề với PlayStation VR, bao gồm cả viễn cảnh hy sinh đồ họa để cải thiện mục tiêu và khả năng đắm chìm, vì độ phân giải sẽ giảm khi ở trong thực tế ảo. Carsillo không thích hệ thống kiểm kê vì khả năng hạn chế của nó khiến vũ khí và đạn dược có cùng một lượng không gian với các vật phẩm khác rất quan trọng đối với diễn biến câu chuyện. Việc thiếu phát triển nhân vật cho nhân vật chính Ethan Winters cũng bị chỉ trích, với Reiner nói rằng cốt truyện có những sai sót không nhất quán từ cách tiếp cận này. Cũng bị chỉ trích là các chuyển động cơ thể được yêu cầu khi ở chế độ VR tại chỗ, được mô tả là làm lo lắng. Cuối cùng, Butterworth cảm thấy mất hứng thú, đổ lỗi cho việc lặp đi lặp lại một số nhiệm vụ cần thực hiện. Anh bắt lỗi kẻ thù vì gây ra ít mối đe dọa hơn mức được ưa thích trong mức độ khó nhất định. Không giống như các nền tảng khác, Butterworth phát hiện hiệu suất hình ảnh kém hơn trên Xbox One với màu sắc và kết cấu bị suy giảm. Hurley bày tỏ sự không đồng tình với quyết định mà người ta đưa ra ở gần cuối trò chơi, đặt câu hỏi về sự liên quan của nó bằng cách lập luận rằng nó có thể được giải quyết nhanh chóng trong trường hợp hối tiếc. Rad chỉ trích Resident Evil 7 vì sự phụ thuộc của nó vào "những trò đùa quá lố về vùng nông thôn nước Mỹ" mà cuối cùng sẽ giống phim hoạt hình và các câu đố được đánh giá là thiếu sót duy nhất của bối cảnh. Kollar cho rằng các trận đấu trùm làm gián đoạn sự hồi hộp vốn có.
Trò chơi đã giành được Giải vàng, Giải do người dùng lựa chọn và Giải đặc biệt dành cho PlayStation VR tại PlayStation Awards. Nó cũng đã được đề cử cho "Thiết lập tốt nhất" trong Giải thưởng trò chơi của năm 2017 của PC Gamer và giành giải thưởng cho "Trò chơi VR hay nhất" trong Giải thưởng Trò chơi của năm của Destructoid 2017. Nó cũng đã giành được Giải thưởng People's Choice cho "Trải nghiệm VR tốt nhất "mà trò chơi là á quân trong Giải thưởng Tốt nhất năm 2017 của IGN; các đề cử khác của nó là cho "Trò chơi Xbox One hay nhất", "Trò chơi PlayStation 4 hay nhất", "Trò chơi phiêu lưu / hành động hay nhất" và "Đồ họa đẹp nhất".

### Doanh số
Dự đoán doanh số bán trước khi phát hành của Capcom cho thời điểm ra mắt của trò chơi, tính đến cuối tháng 3 năm 2017, là 4 triệu bản. Trò chơi đã xuất xưởng hơn 2,5 triệu bản trên toàn thế giới ngày sau khi phát hành, trong khi bản demo đã vượt quá 7,15 triệu lượt tải xuống. Con số lô hàng khiêm tốn đã ảnh hưởng đến giá cổ phiếu của Capcom, vốn đã giảm hơn 3% sau khi Sở giao dịch chứng khoán Tokyo. Đây là trò chơi điện tử bán chạy nhất ở Anh trong tuần phát hành theo Chart-Track, đứng thứ ba trong lịch sử Resident Evil sau Resident Evil 5 (7,1 triệu) và Resident Evil 6 (6,6 triệu). 200.000 bản cũng đã được bán qua Steam trong thời gian đó. Nó đứng đầu trong bảng xếp hạng Nhật Bản trong tuần kết thúc vào ngày 29 tháng 1; tổng doanh số PS4 đạt 187.306 bản, chiếm 58,9% so với lô hàng ban đầu. Trong tháng 1 tại Hoa Kỳ, Resident Evil 7 bán được nhiều nhất trong số các trò chơi điện tử.
Vào ngày 1 tháng 2, Capcom thông báo với các nhà đầu tư của mình rằng trò chơi đã hoàn đủ vốn, đồng thời vẫn đứng đầu bảng xếp hạng doanh số bán hàng tại Vương quốc Anh trong tuần thứ hai và được xếp hạng là trò chơi điện tử bán chạy thứ hai tại Hoa Kỳ, sau For Honor. Đến tháng 4 năm 2017, Resident Evil 7 đã bán được 3,5 triệu bản trên toàn thế giới, thấp hơn so với kỳ vọng của Capcom là 4 triệu. Vào tháng 5 năm 2017, Capcom đã đưa ra dự báo tổng doanh số bán hàng của trò chơi là mười triệu bản, trích dẫn các đánh giá thuận lợi, tiếp thị và nội dung có thể tải xuống là những yếu tố góp phần. Trò chơi lọt vào top 10 "Capcom Platinum Titles" với 1 triệu bản bán ra và đến tháng 9 năm 2018, tổng doanh số đạt 5,7 triệu, tăng lên 6 triệu vào tháng 12 năm đó, 7,5 triệu vào tháng 3 năm 2020, 7,9 triệu vào tháng 6 năm 2020, 8,3 triệu bản vào tháng 9 năm 2020 và 8,5 triệu bản vào tháng 12 năm 2020. Tính đến ngày 31 tháng 3 năm 2021, trò chơi đã bán được 9 triệu bản.

### Giải thưởng
Resident Evil 7 đã được nằm trong danh sách các trò chơi điện tử hay nhất năm 2017: vị trí thứ nhất cho "Trò chơi kinh dị hay nhất mọi thời đại" và vị trí thứ 6 trong danh sách 25 trò chơi hay nhất năm 2017 tại GamesRadar+ và vị trí thứ 5 tại Business Insider. Vulture.com đã liệt kê nó trong số những trò chơi điện tử hay nhất trong năm. Tạp chí PlayStation Official - Vương quốc Anh đã liệt kê nó là trò chơi PlayStation VR tốt thứ 4. Entertainment Weekly xếp trò chơi thứ 3 trong danh sách "Trò chơi hay nhất năm 2017", Polygon xếp trò chơi thứ 5 trong danh sách 50 trò chơi hay nhất năm 2017 và EGMNow xếp thứ 7 trong danh sách 25 trò chơi hay nhất năm 2017 của họ, trong khi Eurogamer xếp nó thứ 14 trong danh sách "50 trò chơi hàng đầu của năm 2017". Ben "Yahtzee" Croshaw của The Escapist đã liệt kê nó là trò chơi yêu thích của anh ấy trong năm 2017 và The Verge đã gọi nó là một trong 15 trò chơi hay nhất của họ năm 2017. Trong Giải thưởng bình chọn hay nhất năm 2017 của Game Informer, nó đã dẫn đầu cho "Trò chơi VR hay nhất ", nhận giải " Hành động thực tế ảo hay nhất "trong Giải thưởng Trò chơi hành động của năm 2017 của họ.
| Năm  | Lễ trao giải                                          | Giải thưởng                                                | Kết quả   | Chú thích       |
| ---- | ----------------------------------------------------- | ---------------------------------------------------------- | --------- | --------------- |
| 2016 | Game Critics Awards                                   | Best VR Game                                               | Đề cử     | [ 119 ]         |
| 2016 | Golden Joystick Awards 2016                           | Most Wanted Game                                           | Đề cử     | [ 120 ]         |
| 2017 | Golden Joystick Awards 2017                           | Best VR Game                                               | Đoạt giải | [ 121 ] [ 122 ] |
| 2017 | Golden Joystick Awards 2017                           | Ultimate Game of the Year                                  | Đề cử     | [ 121 ] [ 122 ] |
| 2017 | Golden Joystick Awards 2017                           | Best Gaming Performance (Jack Brand)                       | Đề cử     | [ 121 ] [ 122 ] |
| 2017 | Ping Awards                                           | Best International Game                                    | Đề cử     | [ 123 ]         |
| 2017 | The Game Awards 2017                                  | Best Game Direction                                        | Đề cử     | [ 124 ]         |
| 2017 | The Game Awards 2017                                  | Best Audio Design                                          | Đề cử     | [ 124 ]         |
| 2017 | The Game Awards 2017                                  | Best VR/AR Game                                            | Đoạt giải | [ 124 ]         |
| 2018 | New York Game Awards 2018                             | Big Apple Award for Best Game of the Year                  | Đề cử     | [ 125 ]         |
| 2018 | New York Game Awards 2018                             | Coney Island Dreamland Award for Best Virtual Reality Game | Đoạt giải | [ 125 ]         |
| 2018 | National Academy of Video Game Trade Reviewers Awards | Animation, Technical                                       | Đề cử     | [ 126 ] [ 127 ] |
| 2018 | National Academy of Video Game Trade Reviewers Awards | Camera Direction in a Game Engine                          | Đề cử     | [ 126 ] [ 127 ] |
| 2018 | National Academy of Video Game Trade Reviewers Awards | Control Design, VR                                         | Đoạt giải | [ 126 ] [ 127 ] |
| 2018 | National Academy of Video Game Trade Reviewers Awards | Direction in a Game Cinema                                 | Đề cử     | [ 126 ] [ 127 ] |
| 2018 | National Academy of Video Game Trade Reviewers Awards | Game, Franchise Action                                     | Đề cử     | [ 126 ] [ 127 ] |
| 2018 | National Academy of Video Game Trade Reviewers Awards | Graphics, Technical                                        | Đề cử     | [ 126 ] [ 127 ] |
| 2018 | National Academy of Video Game Trade Reviewers Awards | Performance in a Drama, Supporting (Katie O'Hagan)         | Đề cử     | [ 126 ] [ 127 ] |
| 2018 | National Academy of Video Game Trade Reviewers Awards | Sound Effects                                              | Đoạt giải | [ 126 ] [ 127 ] |
| 2018 | National Academy of Video Game Trade Reviewers Awards | Sound Mixing in Virtual Reality                            | Đoạt giải | [ 126 ] [ 127 ] |
| 2018 | National Academy of Video Game Trade Reviewers Awards | Use of Sound, Franchise                                    | Đoạt giải | [ 126 ] [ 127 ] |
| 2018 | Italian Video Game Awards                             | People's Choice                                            | Đề cử     | [ 128 ]         |
| 2018 | Italian Video Game Awards                             | Game of the Year                                           | Đề cử     | [ 128 ]         |
| 2018 | SXSW Gaming Awards                                    | Excellence in SFX                                          | Đề cử     | [ 129 ] [ 130 ] |
| 2018 | SXSW Gaming Awards                                    | Excellence in Technical Achievement                        | Đề cử     | [ 129 ] [ 130 ] |
| 2018 | SXSW Gaming Awards                                    | VR Game of the Year                                        | Đoạt giải | [ 129 ] [ 130 ] |
| 2018 | Game Developers Choice Awards                         | Best VR/AR Game                                            | Đề cử     | [ 131 ] [ 132 ] |
| 2018 | Game Audio Network Guild Awards                       | Best VR Audio                                              | Đoạt giải | [ 133 ]         |
| 2018 | Famitsu Awards                                        | Excellence Prize                                           | Đoạt giải | [ 134 ]         |

## Hậu bản
Phần tiếp theo, có tên Resident Evil 8 Village, đã chính thức được tiết lộ trong sự kiện tiết lộ PlayStation 5. Trò chơi được phát hành vào ngày 7 tháng 5 năm 2021. Lấy bối cảnh ba năm sau các sự kiện của Resident Evil 7 Biohazard, trò chơi tiếp tục góc nhìn thứ nhất và theo chân Ethan Winters và Chris Redfield.